# سیارک ۳۰۲۸
سیارک ۳۰۲۸ (به انگلیسی: 3028 Zhangguoxi، نامگذاری:1978TA2) سه هزار و بیست و هشتمین سیارک کشف شده‌است که در ۹ اکتبر ۱۹۷۸ کشف شد.
قدر مطلق سیارک برابر ۱۰٫۷۰ است.